# Esenguly
Esenguly, trước đây mang tên Hasan-Kuly hay Gasan-Kuli, là một thành phố ở huyện Esenguly, tỉnh Balkan, Turkmenistan. Vào năm 1989, dân số thành phố là 5.823 người.

## Tên gọi
Tên gọi của thành phố không có nguồn gốc rõ ràng. Có một bộ tộc mang tên Esenguly, nhưng những người lớn tuổi trong địa phương cho biết đó là tên của một người đã chết từ lâu.

## Địa lý
Esenguly nằm trên một đồng bằng phẳng, khô hạn ngay ngoài khơi biển Caspi. Thành phố nằm ở độ sâu khoảng 22 mét (72 ft) dưới mực nước biển.

### Khí hậu
Esenguly có khí hậu sa mạc (phân loại khí hậu Köppen BWk), với mùa đông mát và mùa hè nóng. Nhiệt độ không quá khắc nghiệt như các vùng khác của Turkmenistan do thành phố nằm gần Biển Caspi. Lượng mưa ít và chủ yếu rơi vào mùa đông.
| Dữ liệu khí hậu của Esenguly            | Dữ liệu khí hậu của Esenguly | Dữ liệu khí hậu của Esenguly | Dữ liệu khí hậu của Esenguly | Dữ liệu khí hậu của Esenguly | Dữ liệu khí hậu của Esenguly | Dữ liệu khí hậu của Esenguly | Dữ liệu khí hậu của Esenguly | Dữ liệu khí hậu của Esenguly | Dữ liệu khí hậu của Esenguly | Dữ liệu khí hậu của Esenguly | Dữ liệu khí hậu của Esenguly | Dữ liệu khí hậu của Esenguly | Dữ liệu khí hậu của Esenguly |
| Tháng                                   | 1                            | 2                            | 3                            | 4                            | 5                            | 6                            | 7                            | 8                            | 9                            | 10                           | 11                           | 12                           | Năm                          |
| --------------------------------------- | ---------------------------- | ---------------------------- | ---------------------------- | ---------------------------- | ---------------------------- | ---------------------------- | ---------------------------- | ---------------------------- | ---------------------------- | ---------------------------- | ---------------------------- | ---------------------------- | ---------------------------- |
| Cao kỉ lục °C (°F)                      | 28.3 (82.9)                  | 30.2 (86.4)                  | 35.0 (95.0)                  | 39.1 (102.4)                 | 44.1 (111.4)                 | 46.5 (115.7)                 | 43.7 (110.7)                 | 44.6 (112.3)                 | 44.8 (112.6)                 | 37.8 (100.0)                 | 35.5 (95.9)                  | 29.6 (85.3)                  | 46.5 (115.7)                 |
| Trung bình ngày tối đa °C (°F)          | 10.8 (51.4)                  | 12.0 (53.6)                  | 14.7 (58.5)                  | 20.5 (68.9)                  | 25.5 (77.9)                  | 28.9 (84.0)                  | 30.8 (87.4)                  | 31.3 (88.3)                  | 29.0 (84.2)                  | 24.2 (75.6)                  | 18.0 (64.4)                  | 12.6 (54.7)                  | 21.5 (70.7)                  |
| Trung bình ngày °C (°F)                 | 4.6 (40.3)                   | 5.7 (42.3)                   | 8.9 (48.0)                   | 14.6 (58.3)                  | 20.2 (68.4)                  | 24.4 (75.9)                  | 27.1 (80.8)                  | 27.4 (81.3)                  | 23.9 (75.0)                  | 17.5 (63.5)                  | 11.2 (52.2)                  | 6.4 (43.5)                   | 16.0 (60.8)                  |
| Tối thiểu trung bình ngày °C (°F)       | 0.1 (32.2)                   | 1.1 (34.0)                   | 4.5 (40.1)                   | 10.0 (50.0)                  | 15.4 (59.7)                  | 20.0 (68.0)                  | 23.6 (74.5)                  | 23.7 (74.7)                  | 18.9 (66.0)                  | 11.9 (53.4)                  | 6.0 (42.8)                   | 1.8 (35.2)                   | 11.4 (52.6)                  |
| Thấp kỉ lục °C (°F)                     | −17.9 (−0.2)                 | −12.3 (9.9)                  | −9.1 (15.6)                  | −1.2 (29.8)                  | 5.5 (41.9)                   | 9.2 (48.6)                   | 12.8 (55.0)                  | 13.3 (55.9)                  | 3.7 (38.7)                   | 0.0 (32.0)                   | −9.3 (15.3)                  | −16.4 (2.5)                  | −17.9 (−0.2)                 |
| Lượng Giáng thủy trung bình mm (inches) | 21.5 (0.85)                  | 20.3 (0.80)                  | 30.7 (1.21)                  | 19.0 (0.75)                  | 12.6 (0.50)                  | 7.2 (0.28)                   | 8.1 (0.32)                   | 7.8 (0.31)                   | 12.1 (0.48)                  | 24.2 (0.95)                  | 24.8 (0.98)                  | 25.5 (1.00)                  | 213.8 (8.43)                 |
| Số ngày giáng thủy trung bình           | 5.1                          | 5.0                          | 4.4                          | 3.5                          | 1.0                          | 0.9                          | 0.8                          | 1.1                          | 1.2                          | 2.7                          | 5.0                          | 5.7                          | 36.4                         |
| Độ ẩm tương đối trung bình (%)          | 79.6                         | 77.1                         | 74.0                         | 72.0                         | 69.2                         | 68.5                         | 69.9                         | 69.1                         | 65.8                         | 68.0                         | 74.6                         | 80.8                         | 72.4                         |
| Số giờ nắng trung bình tháng            | 154.1                        | 157.8                        | 166.6                        | 204.8                        | 269.9                        | 315.8                        | 311.5                        | 294.5                        | 249.1                        | 220.8                        | 181.9                        | 151.3                        | 2.678,1                      |
| Nguồn 1: climatebase.ru                 |                              |                              |                              |                              |                              |                              |                              |                              |                              |                              |                              |                              |                              |
| Nguồn 2: NOAA (chỉ đo nắng, 1961-1990)  |                              |                              |                              |                              |                              |                              |                              |                              |                              |                              |                              |                              |                              |

## Giao thông
Thành phố có một con đường dẫn về phía bắc đến Çekişler và Ekarem. Một con đường khác ở phía đông nối Esenguly với các thị trấn Ajiyap, Çaloýuk, Garadegiş và Akyayla.